# Ballet des ombres
Ne doit pas être confondu avec Ballet des ombres heureuses.
Le Ballet des ombres est une des premières œuvres composées par Hector Berlioz avec les Huit scènes de Faust d'après le Faust de Goethe. Composé en 1829, il est publié comme op. 2. Retiré du catalogue de ses œuvres, transposé et orchestré, le Ballet des ombres est intégré dans la scène du Carnaval romain de Benvenuto Cellini puis, définitivement et sans paroles, dans le Scherzo de la reine Mab de Roméo et Juliette.

## Présentation
Hector Berlioz entreprend la composition du Ballet des ombres entre fin avril et début septembre 1829.
La partition, Allegro scherzando ( = 120) en ut mineur, à 
, est publiée comme op. 2 en novembre 1829, avant d'être retirée par le compositeur. Elle est référencée H37 dans le catalogue des œuvres de Berlioz établi par le musicologue américain Dallas Kern Holoman.

## Reprises
Le Ballet des ombres est repris, transposé en ré mineur par Berlioz, à la fin du Carnaval romain de Benvenuto Cellini, où il apporte sa « touche sautillante » au tourbillon — « et quel tourbillon ! » s'écrie Pierre-René Serna — du saltarello lancé Presto scherzando à 
.
Cette version est abandonnée à nouveau lorsque Berlioz reprend ce passage du Ballet des ombres dans le Scherzo de la reine Mab de Roméo et Juliette, pour orchestre seul.

## Analyse
Dans sa version originale, « dont l'intérêt est manifeste », le compositeur âgé de 25 ans laisse déjà « une page étourdissante de verve, sur des harmonies déroutantes, un rythme souple et léger comme une menace ».

## Discographie

### Chant et piano
- Hector Berlioz, Œuvres pour chœur — Ballet des ombres par le chœur de l'Orchestre national de Lyon, Noël Lee (piano), dirigés par Bernard Tétu (Harmonia Mundi, HMC 901293, 1989)

### Reprise dansBenvenuto Cellini
- Benvenuto Cellini (version intégrale « de Paris », 1838) par Gregory Kunde, Patrizia Ciofi, Joyce DiDonato, Jean-François Lapointe, Laurent Naouri, Renaud Delaigue, Chœur de Radio France, Orchestre national de France, dir. John Nelson (3 CD, Erato 45706, 2018)

### Biographies
- Hector Berlioz, Mémoires, Paris, Flammarion, coll. « Harmoniques », 1991 (ISBN 978-2-7000-2102-8) présentés et annotés par Pierre Citron,
- David Cairns (trad. de l'anglais), Hector Berlioz : la formation d'un artiste (1803-1832), Paris, Fayard, 2002, 710 p. (ISBN 2-213-61249-8), traduit de l'anglais par Dennis Collins.

### Monographies
- Pierre Citron, Cahiers Berlioz no 4, Calendrier Berlioz, La Côte-Saint-André, Musée Hector-Berlioz, 2000 (ISSN 0243-3559).
- Pierre-René Serna, Berlioz de B à Z, Paris, Van de Velde, 2006, 264 p. (ISBN 2-85868-379-4)

### Articles et analyses
- Hugh Macdonald, Benvenuto Cellini, Paris, L'Avant-scène Opéra, no 142, 1991, 121 p. (ISSN 0764-2873)